# Nati nel 1999/Agosto
| Questa pagina contiene informazioni ricavate automaticamente dalle voci biografiche con l'ausilio del template Bio e di un bot. L'aggiornamento è periodico e automatico e ricostruisce completamente la pagina. Se manca una persona in questa lista, sei pregato di non aggiungerla, ma accertati piuttosto che la sua voce biografica contenga il template Bio e che i dati anagrafici siano correttamente compilati. Se il template Bio manca, inseriscilo tu stesso o, in alternativa, metti l'avviso {{tmp\|Bio}} che ne segnala la mancanza. Se i dati riportati sono sbagliati, correggi direttamente la voce biografica; le modifiche saranno visibili in questa lista entro pochi giorni. Per chiarimenti vedi il progetto biografie. La lista contiene solo le 340 persone che sono citate nell'enciclopedia e per le quali è stato implementato correttamente il template Bio. Pagina aggiornata al 18 ago 2025. |

- 1º agosto - Caterina Ambrosi, calciatrice italiana
- 1º agosto - Aina Ayuso, cestista spagnola
- 1º agosto - Christoph Baumgartner, calciatore austriaco
- 1º agosto - Kamiel Bonneu, ciclista su strada belga
- 1º agosto - Ruby Bower, tuffatrice britannica
- 1º agosto - Julia Hickelsberger-Füller, calciatrice austriaca
- 1º agosto - John Iredale, calciatore australiano
- 1º agosto - Nicolò Martinenghi, nuotatore italiano
- 1º agosto - Pedro Mendes, calciatore portoghese
- 1º agosto - Lazar Nikolić, calciatore serbo
- 1º agosto - Diego Porfírio, calciatore brasiliano
- 1º agosto - Quinty Sabajo, calciatrice olandese
- 1º agosto - Jota Silva, calciatore portoghese
- 1º agosto - Sara Zabarino, giavellottista italiana
- 2 agosto - Emma Bale, cantante belga
- 2 agosto - Devon Dotson, cestista statunitense
- 2 agosto - Tasos Douvikas, calciatore greco
- 2 agosto - Mattias Lamhauge, calciatore faroese
- 2 agosto - Brayan Moreno, calciatore colombiano
- 2 agosto - Joël Piroe, calciatore olandese
- 2 agosto - Johannes Tartarotti, calciatore austriaco
- 2 agosto - Nik Čemažar, ex ciclista su strada sloveno
- 3 agosto - Mateo Bajamich, calciatore argentino
- 3 agosto - Lee Bonis, calciatore nordirlandese
- 3 agosto - Vicky Chahar, lottatore indiano
- 3 agosto - Brahim Díaz, calciatore spagnolo
- 3 agosto - Nicolás Esteban Fernández Muñoz, calciatore cileno
- 3 agosto - Nemo, cantante, rapper e polistrumentista svizzero
- 3 agosto - Marcus Mølvadgaard, calciatore danese
- 3 agosto - Zach Wilson, giocatore di football americano statunitense
- 3 agosto - Yalemzerf Yehualaw, maratoneta e mezzofondista etiope
- 3 agosto - Evgenija Zacharčenko, lottatrice russa
- 3 agosto - Cristián Zavala, calciatore cileno
- 4 agosto - Francesca Barro, rugbista a 15 italiana
- 4 agosto - Gabrielle Blossom, pallavolista statunitense
- 4 agosto - Giovanbattista Cutolo, musicista italiano († 2023)
- 4 agosto - Bianca Fallico, calciatrice italiana
- 4 agosto - Helgi Guðjónsson, calciatore islandese
- 4 agosto - Roberto Meraz, calciatore messicano
- 4 agosto - Nathan Palafoz de Sousa, calciatore brasiliano
- 4 agosto - Renato Rojas, calciatore peruviano
- 4 agosto - Saku Ylätupa, calciatore finlandese
- 4 agosto - Zhang Yuting, pattinatrice di short track cinese
- 5 agosto - Agla María Albertsdóttir, calciatrice islandese
- 5 agosto - Jordy Alcívar, calciatore ecuadoriano
- 5 agosto - Steve Avila, giocatore di football americano statunitense
- 5 agosto - Soltmurad Bakaev, calciatore russo
- 5 agosto - Erik Cais, pilota automobilistico ceco
- 5 agosto - Gabriel Chocobar, calciatore argentino
- 5 agosto - Alina Hrušyna, lottatrice ucraina
- 5 agosto - Alfusainey Jatta, calciatore gambiano
- 5 agosto - Thomas Keller, calciatore tedesco
- 5 agosto - Timo Kielich, ciclocrossista, ciclista su strada e mountain biker belga
- 5 agosto - Nikkita Lyons, wrestler statunitense
- 5 agosto - Edward McGinty, calciatore irlandese
- 5 agosto - Joël Monteiro, calciatore svizzero
- 5 agosto - Alen Mustafić, calciatore bosniaco
- 5 agosto - Olusegun Oluwatimi, giocatore di football americano statunitense
- 5 agosto - Alexei Popyrin, tennista australiano
- 5 agosto - Meltem Yıldızhan, cestista turca
- 6 agosto - Yusuf Abdurisag, calciatore qatariota
- 6 agosto - Federico Colaninno, velista italiano
- 6 agosto - Borja Garcés, calciatore spagnolo
- 6 agosto - Lucas Gazal, calciatore brasiliano
- 6 agosto - Jeong Ho-jin, calciatore sudcoreano
- 6 agosto - Musa Noah Kamara, calciatore sierraleonese
- 6 agosto - Rebeka Masarova, tennista svizzera
- 6 agosto - Jayson Molumby, calciatore irlandese
- 6 agosto - Lil Gotit, rapper statunitense
- 6 agosto - Ryan Seggerman, tennista statunitense
- 6 agosto - Lukas Uleckas, cestista lituano
- 6 agosto - Stef Vandeweyer, snowboarder belga
- 6 agosto - Costanza Verona, cestista italiana
- 6 agosto - Adam Zadražil, calciatore ceco
- 6 agosto - Daniel de Pauli, calciatore brasiliano
- 6 agosto - Filip Đukić, calciatore montenegrino
- 7 agosto - Alexander Abrahamsson, calciatore svedese
- 7 agosto - Dejan Joveljić, calciatore serbo
- 7 agosto - Bryan Mbeumo, calciatore francese
- 7 agosto - Sydney McLaughlin-Levrone, ostacolista statunitense
- 7 agosto - Faly Ndaw, calciatore senegalese
- 7 agosto - Francis Okoro, cestista nigeriano
- 7 agosto - Anthony Wambani, calciatore keniota
- 7 agosto - Moataz Zemzemi, calciatore tunisino
- 7 agosto - Greta Zuccheri Montanari, attrice italiana
- 8 agosto - Harry Darling, calciatore inglese
- 8 agosto - Franko Kovačević, calciatore croato
- 8 agosto - Brendon Leigh, pilota automobilistico britannico
- 8 agosto - Alfred Mensah, calciatore ghanese
- 8 agosto - Ville Tikkanen, calciatore finlandese
- 8 agosto - Luka Velimirović, giocatore di football americano serbo
- 9 agosto - Agustín Cayetano, calciatore uruguaiano
- 9 agosto - Juan Manuel Correa, pilota automobilistico statunitense
- 9 agosto - David DeJulius, cestista statunitense
- 9 agosto - Izabela Nicoletti Leite, cestista brasiliana
- 9 agosto - César Menacho, calciatore boliviano
- 9 agosto - Robert Mircea, bobbista e sollevatore rumeno
- 9 agosto - Dominik Pleštil, calciatore ceco
- 9 agosto - Alexsandro Ribeiro, calciatore brasiliano
- 9 agosto - Deniss Vasiļjevs, pattinatore artistico su ghiaccio lettone
- 10 agosto - Anton Brehme, pallavolista tedesco
- 10 agosto - Jens Cajuste, calciatore svedese
- 10 agosto - Kerem Kamal, lottatore turco
- 10 agosto - Frida Karlsson, fondista svedese
- 10 agosto - Andrea Mabellini, pilota di rally italiano
- 10 agosto - Ritomo Miyata, pilota automobilistico giapponese
- 10 agosto - Ja Morant, cestista statunitense
- 10 agosto - Michaela Onyenwere, cestista statunitense
- 10 agosto - Jason Preston, cestista statunitense
- 10 agosto - Nick Suzuki, hockeista su ghiaccio canadese
- 10 agosto - Dudu Teodora, calciatore brasiliano
- 10 agosto - Dániel Tiefenbach, calciatore ungherese
- 10 agosto - Stefan Šormaz, calciatore serbo
- 11 agosto - Matheus Bahia, calciatore brasiliano
- 11 agosto - Wesly Decas, calciatore honduregno
- 11 agosto - Andrea Donda, cestista italiano
- 11 agosto - Natanael Guzmán, calciatore argentino
- 11 agosto - Mary-Sophie Harvey, nuotatrice canadese
- 11 agosto - Austin Jackson, giocatore di football americano statunitense
- 11 agosto - Khyree Jackson, giocatore di football americano statunitense († 2024)
- 11 agosto - Kevin Knox, cestista statunitense
- 11 agosto - James Mitchell, giocatore di football americano statunitense
- 11 agosto - Celeste Mucci, multiplista e ostacolista australiana
- 11 agosto - Kanji Okunuki, calciatore giapponese
- 11 agosto - Jasmin Selberg, modella tedesca
- 11 agosto - Nikola Serafimov, calciatore macedone
- 11 agosto - Pascal Struijk, calciatore olandese
- 11 agosto - Filip Vaško, calciatore slovacco
- 11 agosto - Jordan Walker, cestista statunitense
- 11 agosto - Ash Island, rapper sudcoreano
- 12 agosto - Inge van der Heijden, ciclocrossista e ciclista su strada olandese
- 12 agosto - Matthias Iten, sciatore alpino svizzero
- 12 agosto - Edona Kastrati, calciatrice kosovara
- 12 agosto - Yannick Müller, slittinista austriaco
- 12 agosto - Jule Niemeier, tennista tedesca
- 12 agosto - Sylvia Nwakalor, pallavolista italiana
- 12 agosto - Michael Obasuyi, ostacolista belga
- 12 agosto - Abdulrasheed Umaru, calciatore qatariota
- 12 agosto - Rodrigo Zalazar, calciatore spagnolo
- 12 agosto - Matthijs de Ligt, calciatore olandese
- 12 agosto - Victor van den Bogert, calciatore olandese
- 13 agosto - Giulia Be, cantautrice brasiliana
- 13 agosto - Abdelrahman Boudah, calciatore svedese
- 13 agosto - Christian Cappis, calciatore statunitense
- 13 agosto - Corey Fogelmanis, attore statunitense
- 13 agosto - Dmitrij Kollars, scacchista tedesco
- 13 agosto - Ezi Magbegor, cestista australiana
- 13 agosto - Riqui Puig, calciatore spagnolo
- 13 agosto - Patrick Queen, giocatore di football americano statunitense
- 13 agosto - Raz Shlomo, calciatore israeliano
- 13 agosto - Lennon Stella, cantante canadese
- 13 agosto - Esteban Valencia, calciatore cileno
- 13 agosto - Chiara Viscardi, calciatrice italiana
- 13 agosto - Nökkvi Þeyr Þórisson, calciatore islandese
- 14 agosto - Eli Brown, attore statunitense
- 14 agosto - Fran García, calciatore spagnolo
- 14 agosto - Dimităr Kostadinov, calciatore bulgaro
- 14 agosto - Isidro Pitta, calciatore paraguaiano
- 14 agosto - Mark Robinson, giocatore di football americano statunitense
- 14 agosto - Tiago Reis, calciatore brasiliano
- 14 agosto - Kristijan Trapanovski, calciatore macedone
- 15 agosto - Julián Horta, lottatore colombiano
- 15 agosto - Peter Kioso, calciatore della Repubblica Democratica del Congo
- 15 agosto - Toni Rabensteiner, giocatore di football americano italiano
- 16 agosto - Matheus Davó, calciatore brasiliano
- 16 agosto - Karen Chen, pattinatrice artistica su ghiaccio statunitense
- 16 agosto - Mickaël Cuisance, calciatore francese
- 16 agosto - Álvaro Djaló, calciatore spagnolo
- 16 agosto - Omar El Gouzi, ciclista su strada italiano
- 16 agosto - Bert Esselink, calciatore olandese
- 16 agosto - Abdulla Idrees, calciatore emiratino
- 16 agosto - Tommi Jyry, calciatore finlandese
- 16 agosto - Adam Kopas, calciatore slovacco
- 16 agosto - Iago Mendonça, calciatore brasiliano
- 16 agosto - Gabriel Motta, giocatore di calcio a 5 brasiliano
- 16 agosto - Francisco Moura, calciatore portoghese
- 16 agosto - Mark Smith, cestista statunitense
- 16 agosto - Özge Törer, attrice turca
- 16 agosto - Jaron Vicario, calciatore olandese
- 16 agosto - Hiroto Yamami, calciatore giapponese
- 17 agosto - Bobby Adekanye, calciatore olandese
- 17 agosto - Will, cantautore italiano
- 17 agosto - Nelson Flores, calciatore salvadoregno
- 17 agosto - Paige Hauschild, pallanuotista statunitense
- 17 agosto - Ismail Jakobs, calciatore tedesco
- 17 agosto - Allan Linguet, calciatore francese
- 17 agosto - Tyrell Malacia, calciatore olandese
- 17 agosto - Emiliano Martínez Toranza, calciatore uruguaiano
- 17 agosto - Chandrel Massanga, calciatore congolese (Repubblica del Congo)
- 17 agosto - Isaac Nader, mezzofondista portoghese
- 17 agosto - Federico Poser, cestista italiano
- 17 agosto - Hakan Reçber, taekwondoka turco
- 17 agosto - Davy Rouyard, calciatore francese
- 17 agosto - Nicklas Strunck Jakobsen, calciatore danese
- 17 agosto - Aleksa Terzić, calciatore serbo
- 17 agosto - Sharlissa de Jesús, pallavolista portoricana
- 17 agosto - Illja Škuryn, calciatore bielorusso
- 18 agosto - Robert Beal Jr., giocatore di football americano statunitense
- 18 agosto - Lasse Berg Johnsen, calciatore norvegese
- 18 agosto - Vitão, cantante brasiliano
- 18 agosto - Sebastián Cáceres, calciatore uruguaiano
- 18 agosto - Sivert Gussiås, calciatore norvegese
- 18 agosto - Majan, rapper tedesco
- 18 agosto - Braian Martínez, calciatore argentino
- 18 agosto - Chad Muma, giocatore di football americano statunitense
- 18 agosto - Harvy Ossété, calciatore della Repubblica del Congo
- 18 agosto - Matheus Saldanha, calciatore brasiliano
- 18 agosto - Cassius Stanley, cestista statunitense
- 18 agosto - Onni Valakari, calciatore finlandese
- 19 agosto - Nathaniel Atkinson, calciatore australiano
- 19 agosto - Linda Casadio, calciatrice italiana
- 19 agosto - Ethan Cutkosky, attore e cantante statunitense
- 19 agosto - Paulius Golubickas, calciatore lituano
- 19 agosto - Tristan Lake Leabu, attore statunitense
- 19 agosto - Florentino Luís, calciatore portoghese
- 19 agosto - Godfried Roemeratoe, calciatore olandese
- 19 agosto - Laorent Shabani, calciatore svedese
- 20 agosto - Sera Azuma, schermitrice giapponese
- 20 agosto - Geordie Greep, musicista e cantante britannico
- 20 agosto - Lisa Gunnarsson, astista svedese
- 20 agosto - Ilian Iliev, calciatore portoghese
- 20 agosto - Strahinja Jevremović, giocatore di football americano serbo
- 20 agosto - Valerija Juz'vjak, ginnasta ucraina
- 20 agosto - Elvedina Muzaferija, sciatrice alpina bosniaca
- 20 agosto - Evan N'Dicka, calciatore francese
- 20 agosto - Patric Pfeiffer, calciatore tedesco
- 20 agosto - Adil Titi, calciatore togolese
- 20 agosto - Joe Willock, calciatore inglese
- 20 agosto - Martín Ortega, calciatore argentino
- 21 agosto - Javier Altamirano, calciatore cileno
- 21 agosto - Lucas Barros, calciatore brasiliano
- 21 agosto - Cam Jurgens, giocatore di football americano statunitense
- 21 agosto - Maxim Knight, attore e doppiatore statunitense
- 21 agosto - Kacper Kostorz, calciatore polacco
- 21 agosto - Lucas Necul, calciatore argentino
- 21 agosto - Facundo Perdomo, calciatore uruguaiano
- 21 agosto - Yílmar Velásquez, calciatore colombiano
- 22 agosto - Pietro Bertagnoli, ciclista di BMX italiano
- 22 agosto - Andre Burley, calciatore nevisiano
- 22 agosto - Brock Crouch, snowboarder statunitense
- 22 agosto - Dakota Goyo, attore canadese
- 22 agosto - Ricardo Hurtado, attore e doppiatore statunitense
- 22 agosto - Nikita Kakkoev, calciatore russo
- 22 agosto - Mai Mihara, pattinatrice artistica su ghiaccio giapponese
- 22 agosto - Eric Ndizeye, calciatore burundese
- 22 agosto - Halid Šabanović, calciatore bosniaco
- 22 agosto - Sorba Thomas, calciatore gallese
- 22 agosto - Adrian Łyszczarz, calciatore polacco
- 22 agosto - Yūya Ōki, calciatore giapponese
- 23 agosto - Francis Amuzu, calciatore ghanese
- 23 agosto - Anders Halland Johannessen, ciclista su strada, mountain biker e ciclocrossista norvegese
- 23 agosto - Tobias Halland Johannessen, ciclista su strada, ciclocrossista e mountain biker norvegese
- 23 agosto - Yerkebulan Shamukhanov, pattinatore di short track kazako
- 23 agosto - Ignasi Vilarrasa, calciatore spagnolo
- 23 agosto - Joe Wieskamp, cestista statunitense
- 24 agosto - Montaric Brown, giocatore di football americano statunitense
- 24 agosto - Lewis Ferguson, calciatore scozzese
- 24 agosto - Garmine Kande, cestista della Repubblica Democratica del Congo
- 24 agosto - Augustus Kargbo, calciatore sierraleonese
- 24 agosto - Christian Kinsombi, calciatore tedesco
- 24 agosto - Dylan Parham, giocatore di football americano statunitense
- 24 agosto - Mateusz Poręba, pallavolista polacco
- 24 agosto - Rebeka Sziliczei-Német, pattinatrice di short track ungherese
- 24 agosto - Nellie Rose Talbot, ex sciatrice alpina statunitense
- 24 agosto - Isaiah Thomas, giocatore di football americano statunitense
- 24 agosto - Leander Wiegand, giocatore di football americano tedesco
- 25 agosto - Homam Ahmed, calciatore qatariota
- 25 agosto - Dragoș Diculescu, cestista rumeno
- 25 agosto - Tom Ducrocq, calciatore francese
- 25 agosto - Kolbeinn Finnsson, calciatore islandese
- 25 agosto - Lino Schröter, giocatore di football americano tedesco
- 25 agosto - Fabio Valentini, cestista italiano
- 25 agosto - Leon Vockensperger, snowboarder tedesco
- 26 agosto - Menno Bergsen, calciatore olandese
- 26 agosto - Koffi Dakoi, calciatore ivoriano
- 26 agosto - Maks Ėbonh, calciatore bielorusso
- 26 agosto - Damaris Egurrola, calciatrice spagnola
- 26 agosto - Samantha Fisher, calciatrice statunitense
- 26 agosto - Sol Ruca, wrestler statunitense
- 26 agosto - Malene Helgø, tennista norvegese
- 26 agosto - Arcëm Kancavy, calciatore bielorusso
- 26 agosto - Juchym Konoplja, calciatore ucraino
- 26 agosto - Manuel Llano, calciatore argentino
- 26 agosto - Marc Llinares, calciatore spagnolo
- 26 agosto - Kingsley Michael, calciatore nigeriano
- 26 agosto - Naz Reid, cestista statunitense
- 26 agosto - Jesús Vargas, calciatore venezuelano
- 26 agosto - Madson, calciatore brasiliano
- 27 agosto - Shiva, rapper italiano
- 27 agosto - Theo Bair, calciatore canadese
- 27 agosto - Mitchell van Bergen, calciatore olandese
- 27 agosto - Christian Conteh, calciatore tedesco
- 27 agosto - Matheus Índio, calciatore brasiliano
- 27 agosto - Jevhenij Kučerenko, calciatore ucraino
- 27 agosto - Jared Rhoden, cestista statunitense
- 27 agosto - Lucas Rodrigues da Silva, calciatore brasiliano
- 27 agosto - André Saliba, pallavolista brasiliano
- 27 agosto - Mile Svilar, calciatore belga
- 28 agosto - Signe Andersen, calciatrice danese
- 28 agosto - Aleksandr Galljamov, pattinatore artistico su ghiaccio russo
- 28 agosto - Felix Hacker, sciatore alpino austriaco
- 28 agosto - Bente Jansen, calciatrice olandese
- 28 agosto - Takumu Kawamura, calciatore giapponese
- 28 agosto - Kobamelo Kodisang, calciatore sudafricano
- 28 agosto - Klara Lundquist, cestista svedese
- 28 agosto - Maduka Okoye, calciatore tedesco
- 28 agosto - Kevin Reyes, calciatore salvadoregno
- 28 agosto - Luna, cantante polacca
- 28 agosto - Jyothi Yarraji, ostacolista indiana
- 29 agosto - Luciano Juba, calciatore brasiliano
- 29 agosto - Giorgi Chakvetadze, calciatore georgiano
- 29 agosto - Lorik Emini, calciatore kosovaro
- 29 agosto - Gabriel Lacerda, calciatore brasiliano
- 29 agosto - Masaki Murata, calciatore giapponese
- 29 agosto - Alexandru Mățan, calciatore rumeno
- 29 agosto - Jana Narižna, nuotatrice artistica ucraina
- 29 agosto - Veljko Nikolić, calciatore serbo
- 29 agosto - Igor' Sluev, snowboarder russo
- 29 agosto - Ihmir Smith-Marsette, giocatore di football americano statunitense
- 29 agosto - Eddy Sylvestre, calciatore francese
- 29 agosto - Vlada Tacenko, tuffatrice ucraina
- 30 agosto - Álex Centelles, calciatore spagnolo
- 30 agosto - Aaron Henry, cestista statunitense
- 30 agosto - Juri Hollmann, ciclista su strada tedesco
- 30 agosto - Mai Hontama, tennista giapponese
- 30 agosto - Rio Mitcham, velocista britannico
- 30 agosto - Daniel Rochna, pistard polacco
- 30 agosto - Nathan Tompsett, giocatore di football americano svizzero
- 30 agosto - Aleksa Uskoković, cestista serbo
- 30 agosto - Davinia Vanmechelen, calciatrice belga
- 30 agosto - Alexandra Walz, sciatrice alpina svizzera
- 31 agosto - Marián Chobot, calciatore slovacco
- 31 agosto - Miomir Kecmanović, tennista serbo
- 31 agosto - Adrian Pereira, calciatore norvegese
- 31 agosto - Desmond Ridder, giocatore di football americano statunitense
- 31 agosto - Sydney Schneider, calciatrice giamaicana
- 31 agosto - Abraham Sie, cestista e taekwondoka ivoriano († 2022)
- 31 agosto - Ramón Sosa, calciatore paraguaiano
- 31 agosto - Tobias Svendsen, calciatore norvegese
- 31 agosto - Mayk, calciatore brasiliano